# Tony Wallin
Jan Tony Wallin (Spånga, 8 de mayo de 1957–Farsta, 3 de abril de 2004) fue un deportista sueco que compitió en vela en la clase Soling.
Ganó una medalla de plata en el Campeonato Europeo de Soling de 1986. Participó en los Juegos Olímpicos de Seúl 1988, ocupando el octavo lugar en la clase Soling.

## Palmarés internacional
| \| Campeonato Europeo \| Campeonato Europeo \| Campeonato Europeo \| Campeonato Europeo \| \| Año \| Lugar \| Medalla \| Clase \| \| ------------------ \| ------------------ \| ------------------ \| ------------------ \| \| 1986 \| Warnemünde (RDA) \| Medalla de plata \| Soling \| |                  |                  |        |
| Campeonato Europeo |                  |                  |        |
| Año | Lugar            | Medalla          | Clase  |
| 1986 | Warnemünde (RDA) | Medalla de plata | Soling |